# Eerste Aanvullend Protocol bij de Conventies van Genève

Deze kaart toont de ratificatie status per land:
geratificeerd
ondertekend
geen intentie

Het Eerste Aanvullend Protocol bij de Conventies van Genève is een facultatieve aanvulling op de Geneefse Conventies van 1949 en dateert van 8 juni 1977 en ging in effect op 7 december 1979. Het is een verdrag inzake de bescherming van slachtoffers van internationale gewapende conflicten. De dato 14 januari 2007 is het geratificeerd door 167 landen. De landen Afghanistan, Iran, Israël, Pakistan
en de Verenigde Staten zijn daar niet bij.
In juni 2025 was het Eerste Aanvullend Protocol bij de Conventies van Genève al geratificeerd door 175 landen. 3 andere landen hebben de intentie het te ratificeren (Verenigde Staten, India, Pakistan).
Onder andere volgende landen hebben nog geen intentie om het Eerste Aanvullend Protocol bij de Conventies van Genève te ondertekenen : Turkije, Azerbeidzjan, Israël, India, Sri Lanka, Indonesië, Maleisië, Thailand, Birma, Singapore, Papoea-Nieuw-Guinea, Somalië, Eritrea, enkele eilandstaten in de Stille Oceaan en de Caraïben. 